# Murga
Murga là một thị trấn thuộc hạt Tolna, Hungary. Thị trấn này có diện tích 6,59 km², dân số năm 2010 là 65 người, mật độ 10 người/km².